# Zdeněk Buryánek
Zdeněk Buryánek (* 22. září 1953), uváděný také jako Zdeněk Buriánek, je bývalý český fotbalový útočník.

## Fotbalová kariéra
V československé lize hrál za TJ SU Teplice. Nastoupil ve 2 ligových utkáních. Z Teplic odešel do VTŽ Chomutov.

## Ligová bilance
| Ročník                                   | Zápasy | Góly | Minuty | Klub         |
| ---------------------------------------- | ------ | ---- | ------ | ------------ |
| 1. československá fotbalová liga 1974/75 | 1      | 0    | 21     | SU Teplice   |
| 1. československá fotbalová liga 1975/76 | 1      | 0    | 76     | SU Teplice   |
| Česká národní fotbalová liga 1982/83     | 4      | 0    | –      | VTŽ Chomutov |
| CELKEM I. ČS. LIGA                       | 2      | 0    | 97     |              |